# Kosky Peak
Der Kosky Peak ist ein rund 2200 m hoher Berg im Palmerland auf der Antarktischen Halbinsel. Er ragt 2,5 km südlich des Mount Nordhill im Ostkamm der Welch Mountains auf.
Der United States Geological Survey kartierte ihn im Jahr 1974. Das Advisory Committee on Antarctic Names benannte ihn 1976 nach Harry G. Kosky von der United States Coast Guard, Kapitän der USCGC Westwind im Geschwader, das im Rahmen der Operation Deep Freeze des Jahres 1971 in den Gewässern um die Antarktische Halbinsel operierte.